# Тагиркент (Магарамкентский район)
Тагиркент  (лезг. ТIигьир) — село в Магарамкентском районе Дагестана. Входит в состав сельсовета «Магарамкентский».

## Географическое положение
Расположено в 3,5 км к юго-западу от районного центра с. Магарамкент.

## Население
| 1895 | 1926 | 1939 | 1970 | 1989 | 2002 | 2010 |
| ---- | ---- | ---- | ---- | ---- | ---- | ---- |
| 403  | ↘172 | ↗217 | ↘157 | ↗187 | ↗321 | ↗360 |
| 2021 |      |      |      |      |      |      |
| ↘290 |      |      |      |      |      |      |